# Льґота (Сілезьке воєводство)
Льґота (пол. Lgota) — село в Польщі, у гміні Клобуцьк Клобуцького повіту Сілезького воєводства.
Населення — 529 осіб (2011).
У 1975-1998 роках село належало до Ченстоховського воєводства.

## Демографія
Демографічна структура станом на 31 березня 2011 року:
|          | Загалом | Допрацездатний вік | Працездатний вік | Постпрацездатний вік |
| -------- | ------- | ------------------ | ---------------- | -------------------- |
| Чоловіки | 249     | 44                 | 186              | 19                   |
| Жінки    | 280     | 44                 | 172              | 64                   |
| Разом    | 529     | 88                 | 358              | 83                   |